# 滋賀県立総合病院
滋賀県立総合病院（しがけんりつそうごうびょういん）は、滋賀県守山市にある県立病院である。昭和45年12月に「滋賀県立成人病センター」として開設され、平成30年1月に現名称に変更された。臨床研修病院、滋賀県の都道府県がん診療連携拠点病院、がんゲノム医療連携病院などの指定を受ける。隣接して滋賀県立総合保健専門学校、滋賀県立小児保健医療センター、滋賀県立守山養護学校、近隣に済生会守山市民病院が立地し、本院を中心に医療ゾーンを形成している。

## 業務内容
滋賀県病院事業の設置等に関する条例（昭和51年3月30日滋賀県条例第18号）別表第1に掲げられる業務内容は以下のとおりである。
1. 疾病の予防に関すること。
2. 疾病の専門的医療に関すること。
3. 疾病の専門的健康相談および保健指導に関すること。
4. 疾病の調査研究に関すること。
5. 疾病の教育研修に関すること。
6. 専門的リハビリテーション医療に関すること。

## 沿革
- 1970年12月1日 - 「滋賀県立成人病センター」として開設[1]（集団検診・施設検診・検診ベッド30床）。癌・心臓疾患・脳出血などの生活習慣病に関わる医療機関として開設された[2]。
- 1975年10月 - 外来診療開始[2]
- 1976年5月 - 入院病棟開設[2]（51床）（以降、1986年5月までに病床数466床に増床）
- 1999年4月 - 成人病センター研究所開所。医学の最先端の知見と実際の治療・診察に結び付けることを目的に、生活習慣病や高齢者疾患を中心に研究する[2]。
- 2001年2月 - 救急告示病院指定
- 2002年4月 - 臨床研修病院の指定を受ける。
- 2002年8月 - 地域がん診療連携拠点病院の指定を受ける。
- 2009年2月 - 都道府県がん診療連携拠点病院の指定を受ける。
- 2016年11月 - 新館増築部分開設（現在の病床数535床になる。）
- 2018年1月1日 - 「滋賀県立総合病院」に改名される[3]。
- 2019年4月1日 - がんゲノム医療連携病院の指定を受ける[4]。
- 2019年8月1日 - 手術支援ロボット「ダ・ヴィンチ」による保険診療下での手術を開始する[5]。

## 診療科
- 血液内科
- 腫瘍内科
- 糖尿病・内分泌内科
- 老年内科
- 免疫内科
- 脳神経内科
- 循環器内科
- 腎臓内科
- 消化器内科
- 呼吸器内科
- 総合内科
- 外科
- 乳腺外科
- 整形外科
- 形成外科
- 脳神経外科
- 呼吸器外科
- 心臓血管外科
- 泌尿器科
- 婦人科
- 眼科
- 耳鼻咽喉科
- 皮膚科
- 麻酔科
- 放射線診断科
- 放射線治療科
- 緩和ケア科
- 歯科口腔外科
- リハビリテーション科
- 病理診断科

## 医療機関の指定・認定
（下表の出典）
| 保険医療機関                                   | 臨床研修病院                           |
| 労災保険指定医療機関                           | がん診療連携拠点病院                   |
| 指定自立支援医療機関（更生医療）               | 地域医療支援病院                       |
| 指定自立支援医療機関（育成医療）               | エイズ治療拠点病院                     |
| 指定自立支援医療機関（精神通院医療）           | 公害医療機関                           |
| 身体障害者福祉法指定医の配置されている医療機関 | 原子爆弾被爆者一般疾病医療取扱医療機関 |
| 生活保護法指定医療機関                         | 戦傷病者特別援護法指定医療機関         |
| 結核指定医療機関                               | 肝疾患診療連携拠点病院                 |
| 指定養育医療機関                               | 特定疾患治療研究事業委託医療機関       |
| DPC対象病院                                    |                                        |

- 公益財団法人日本医療機能評価機構認定病院[7]
- このほか、各種法令による指定・認定病院であるとともに、各学会の認定施設でもある。

## 交通アクセス
- JR琵琶湖線（東海道本線）守山駅から近江鉄道バスまたは江若交通で滋賀県立総合病院停留所下車、まめバス（大宝循環線）で県立総合病院前停留所下車。
- 同駅から徒歩で約25分。

## 不祥事・医療ミス・医療事故
- 2019年10月2日（発表日） - 男性患者3人（50代、70代、80代）がCT検査で「がんの疑い」と記載されていたのにもかかわらず、それぞれの主治医がそれを見落とす医療ミスがあった。このミスにより治療が遅れる結果となった。80代の男性患者は2019年4月に死亡。他の2人の男性患者は当院で治療を受けている。80代男性患者の死亡について病院側は外部有識者の意見を踏まえた上で「高齢や肥満などの因子もあり、治療の遅れが死亡につながったと評価するのは困難だ」とした[8]。
- 2020年3月10日（発表日） - 2014年に脚の不調で循環器内科を受診した男性患者（60代）がCT検査を受け、検査を担当した医師ががんの疑いがあると診断し、画像診断報告書に「膀胱がんの疑いがある」と記載したが、主治医が見落とす医療ミスが起こった。男性患者は2015年、体調を崩し当院の泌尿器科を受診。そこでがんが見つかった。医療ミスにより、治療が10カ月遅れる結果となってしまった。男性患者は、2017年、膀胱がんにより死亡[9]。

## 映画・ドラマのロケ地
様々な映画やテレビドラマの撮影地として滋賀県立総合病院（およびその前身である滋賀県立成人病センター）が使用されている。

### 映画
- 2010年9月4日に公開された宮崎あおい、大竹しのぶ、桐谷健太、國村隼らが出演する映画『オカンの嫁入り』の撮影に滋賀県立成人病センター（当時）が使われた[10]。
- 2011年5月28日に公開された堤真一、綾瀬はるか、岡田将生らが出演する映画『プリンセストヨトミ』で、終盤に登場人物が入院し告白するシーンが滋賀県立成人病センター（当時）がで撮影された[10]。
- 2017年に公開された映画『君の膵臓をたべたい』の主人公ペアの関係を描いた重要なシーンが、滋賀県立成人病センター（当時）で撮影された[11]。
- 2025年6月6日公開の映画『国宝』の、吉沢亮、横浜流星、高畑充希が出演する入院シーンなどが撮影された[12]。滋賀県立総合病院内（改修工事中であった病棟を使用した）が舞台となっていた。

### ドラマ[13]
- ホンボシ～心理説特捜事件簿～（第3話）（2011年）
- 木曜ミステリー「科捜研の女seazon10」（第10話最終回スペシャル）（2010年）
- おかあさんの最後の一日（2010年）